# بوریوالا، پاکستان
بوریوالا (به اردو: بورے والا) شهری در ایالت پنجاب (پاکستان) کشور پاکستان است که در سرشماری سال ۲۰۰۶ میلادی، ۱۸۸٫۹۸۶ نفر جمعیت داشته است.